# وادی شیص
وادی شیص (به عربی: وادی شی) یک آب‌گذر در امارات متحده عربی است که در امارت شارجه واقع شده‌است. وادی شیص ۷۶ متر بالاتر از سطح دریا واقع شده‌است.